# 新里涼
新里 涼（にいざと りょう、1995年9月3日 - ）は、東京都文京区出身のプロサッカー選手。JFL・Y.S.C.C.横浜所属。ポジションは、ミッドフィールダー（MF）。
妻は元福岡放送アナウンサーで元AKB48メンバーの小林茉里奈。

## 来歴
兄の影響でサッカーを始める。
幼稚園の時から三菱養和巣鴨サッカースクールに通っていた。小学1年生からは父親が設立したF.C. BRILLOを中心にプレーした。
中学1年生から横浜F・マリノスジュニアユース追浜に所属し、ユースへ昇格した。高校3年生では第37回日本クラブユースサッカー選手権 (U-18)大会の準決勝、決勝で決勝ゴールを決め、チームを日本一に導いた。
トップ昇格は叶わず、進学した順天堂大学では1年生から出場機会を得て、関東大学サッカーリーグ戦で新人賞を受賞した。2年生から堀池巧が監督に就任すると、徐々に出場機会は減少していったが、4年時にV・ファーレン長崎への入団が内定した。
2018年より、V・ファーレン長崎へ加入した（大学で同期の米田隼也も同年加入）。3月8日、ルヴァンカップヴィッセル神戸戦でプロデビューを果たすと3月14日、ルヴァンカップの湘南ベルマーレ戦でプロ入り初得点を決めた。4月28日にはJ1第11節サンフレッチェ広島戦でJ1デビューを果たす。
2021年、水戸ホーリーホックへ完全移籍した。
3月6日、J2第2節ギラヴァンツ北九州戦でJリーグ初得点を決めた。8月28日、J2第27節アルビレックス新潟戦ではアニメ「エリアの騎士」のΦトリックをJリーグの舞台で披露した。11月7日、第38節ジェフユナイテッド市原・千葉戦では水戸のJリーグ通算1000ゴール目を決めた。秋葉忠宏監督からの信頼は厚く、2022年には水戸のキャプテンに就任し、リーグ戦29試合に出場し、4得点を挙げる活躍を見せた。
2023年2月13日、福岡放送アナウンサー（当時）で元AKB48メンバーの小林茉里奈と結婚したことを公表した。
ただ2023年シーズンは一転、濱崎芳己監督が就任すると、リーグ戦の出場こそは23試合と前年度と比較すると然程変わらなかったものの、先発出場はわずか5試合と大幅に減少した。同年12月11日に水戸との契約満了を発表。
2024年1月1日、明治安田J3リーグ・いわてグルージャ盛岡への移籍を発表。リーグ戦で38試合1得点を記録したが、チームは最下位に終わりJFL降格となった。
2025年1月10日、岩手と同じくJFL降格となったY.S.C.C.横浜に期限付き移籍を発表。

## 所属クラブ
- F.C. BRILLO
- 横浜F・マリノスジュニアユース追浜
- 横浜F・マリノスユース
- 順天堂大学
- 2018年 - 2020年  V・ファーレン長崎
- 2021年 - 2023年  水戸ホーリーホック
- 2024年 -  いわてグルージャ盛岡
  - 2025年 -  Y.S.C.C.横浜（期限付き移籍）

## 個人成績
| 国内大会個人成績 | 国内大会個人成績 | 国内大会個人成績 | 国内大会個人成績 | 国内大会個人成績 | 国内大会個人成績 | 国内大会個人成績 | 国内大会個人成績 | 国内大会個人成績 | 国内大会個人成績 | 国内大会個人成績 | 国内大会個人成績 |
| 年度             | クラブ           | 背番号           | リーグ           | リーグ戦         | リーグ戦         | リーグ杯         | リーグ杯         | オープン杯       | オープン杯       | 期間通算         | 期間通算         |
| 年度             | クラブ           | 背番号           | リーグ           | 出場             | 得点             | 出場             | 得点             | 出場             | 得点             | 出場             | 得点             |
| 日本             | 日本             | 日本             | 日本             | リーグ戦         | リーグ戦         | リーグ杯         | リーグ杯         | 天皇杯           | 天皇杯           | 期間通算         | 期間通算         |
| ---------------- | ---------------- | ---------------- | ---------------- | ---------------- | ---------------- | ---------------- | ---------------- | ---------------- | ---------------- | ---------------- | ---------------- |
| 2015             | 順大             | 8                | -                | -                | -                | -                | -                | 1                | 1                | 1                | 1                |
| 2018             | 長崎             | 27               | J1               | 7                | 0                | 5                | 1                | 0                | 0                | 12               | 1                |
| 2019             | 長崎             | 27               | J2               | 19               | 0                | 6                | 0                | 4                | 2                | 29               | 2                |
| 2020             | 長崎             | 27               | J2               | 1                | 0                | -                | -                | -                | -                | 1                | 0                |
| 2021             | 水戸             | 17               | J2               | 37               | 2                | -                | -                | 1                | 0                | 38               | 2                |
| 2022             | 水戸             | 17               | J2               | 29               | 4                | -                | -                | 0                | 0                | 29               | 4                |
| 2023             | 水戸             | 17               | J2               | 23               | 0                | -                | -                | 2                | 0                | 25               | 0                |
| 2024             | 岩手             | 17               | J3               | 38               | 1                | 1                | 0                | 1                | 1                | 40               | 2                |
| 2025             | YS横浜           | 17               | JFL              |                  |                  | -                | -                |                  |                  |                  |                  |
| 通算             | 日本             | 日本             | J1               | 7                | 0                | 5                | 1                | 0                | 0                | 12               | 1                |
| 通算             | 日本             | 日本             | J2               | 109              | 6                | 6                | 0                | 7                | 2                | 122              | 8                |
| 通算             | 日本             | 日本             | J3               | 38               | 1                | 1                | 0                | 1                | 1                | 40               | 2                |
| 通算             | 日本             | 日本             | JFL              |                  |                  | -                | -                |                  |                  |                  |                  |
| 通算             | 日本             | 日本             | 他               | -                | -                | -                | -                | 1                | 1                | 1                | 1                |
| 総通算           | 総通算           | 総通算           | 総通算           | 154              | 7                | 12               | 1                | 9                | 4                | 155              | 12               |

## タイトル

### クラブ
横浜F・マリノスユース
- 日本クラブユースサッカー選手権 (U-18)大会（2013年）

### 個人
- 関東大学サッカーリーグ戦・新人賞（2014年）